# 金屬鹵化物燈

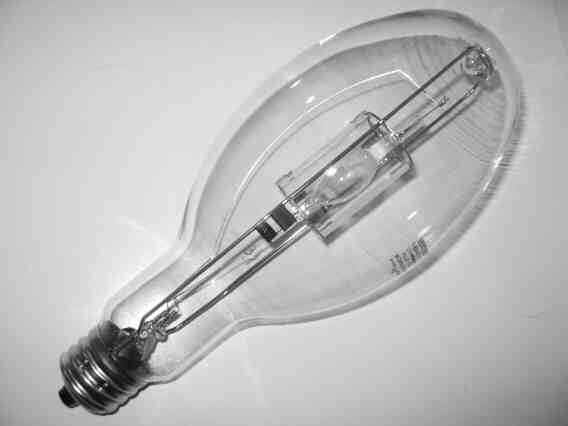
金鹵燈

金屬鹵化物燈（英語：Metal halide lamp）是一種高強度氣體放電燈，它的亮度很高，使得它成為一種穩定、強效的光源。它在水銀蒸氣中加入稀土金属卤化物鹽，加強了亮度，也改善了顏色。它在1960年代被發明,通常在高溫高壓下運作，因此要特別注意它的安全性。

## 運作原理
與其他氣體放電燈相同，金屬鹵化物燈也使用類似的汞蒸氣，利用電弧通過混合的氣體，來產生照明。

## 相關
- 紫外光